# Питри (Алабама)
Питри (енгл. Petrey) град је у америчкој савезној држави Алабама. По попису становништва из 2010. у њему је живело 58 становника.

## Демографија
Према попису становништва из 2010. у граду је живело 58 становника, што је 5 (7,9%) становника мање него 2000. године.
| Група             | 2000.      | 2010.      |
| Белци             | 57 (90,5%) | 53 (91,4%) |
| Афроамериканци    | 3 (4,8%)   | 5 (8,6%)   |
| Азијати           | 0 (0,0%)   | 0 (0,0%)   |
| Хиспаноамериканци | 3 (4,8%)   | 0 (0,0%)   |
| Укупно            | 63         | 58         |